# Magyar Honvédség Oláh István Légvédelmi Kiképző Központ
A Magyar Honvédség Oláh István Légvédelmi Kiképző Központ, a Magyar Néphadsereg Magyar Honvédség 2004-ben felszámolt egyik légvédelmi rakétaezrede volt.

## A szervezet rövid története
A Légvédelmi Kiképző Központ a második világháborút követően jött létre, mint Honi Légvédelmi Tüzér Tiszthelyettes Kiképző Tanezred. 1959. október 25-én kapott új fedőszámot és felvette új nevét: MN2900 Börgöndi Légvédelmi Kiképző Központ. 1967-ben még Börgöndön állomásozott, de új fedőszámot kapott: MN9548.
1973. június 5-én a Börgöndi Légvédelmi Kiképző Központ áttelepült Debrecenbe a Kossuth Lajos Laktanyába. A központ 1987-ben vette fel az Oláh István nevét. A kiképző központ a honi légvédelem és a rádiólokátor alegységek részére képezte ki a szakállományt mind a sorkatonák, mind a hivatásos tiszthelyettesek, és tartalékos tiszt és tiszthelyetteseket, valamint külföldi katonákat. Szakág szerint képeztek légvédelmi rakétás, rádiólokátor kezelőket és híradó katonákat, de volt képzés a FRISZ-nek (földi repülés irányító szolg.) is. A képzési idő az alapkiképzést követően 1-1,5 hónap volt, a sorkatonák esetében a bázis kiképzés 3 hónap. Tartalékos viszonylatban 6 hónap, hivatásos tiszthelyettes esetében szakágtól függően 1, illetve 2 év. A központ 1986-tól működtette a honvéd szakközépiskolát is egészen 1990-ig. A kiképző központ létszáma kb. 2600 fő körül volt. A kiképző központot 1991-ben számolták fel. Utolsó parancsnoka Majoros László mérnök ezredes volt.